# Aldegundes de Bragança
Adelgundes de Bragança, Contesă de Bardi (10 noiembrie 1858 – 15 aprilie 1946) a fost al cincilea copil și a patra fiică a lui Miguel I al Portugaliei și a soției lui, Adelaide de Löwenstein-Wertheim-Rosenberg. Membră a Casei de Bragança prin naștere, Adelgundes a devenit membră a Casei de Bourbon-Parma prin căsătoria cu Prințul Henry, Conte de Bardi. De asemenea, a fost regentă a Reprezentanței monarhice din Portugalia și din acest motiv i-a fost acordat titlul de Ducesa de Guimarães, de obicei rezervat pentru șeful Casei.